# Хомине (Сумський район)
Хо́мине —  село в Україні, у Сумській міській громаді Сумського району Сумської області. Населення становить 76 осіб. Колишній орган місцевого самоврядування — Великочернеччинська сільська рада.

## Географія
Село Хомине знаходиться на лівому березі річки Псел, вище за течією на відстані 2,5 км розташоване село Велика Чернеччина, нижче за течією на відстані 1,5 км розташоване місто Суми. Село оточене великими масивами садових ділянок. По селу протікає пересихаючий струмок з греблею.

## Історія
12 червня 2020 року, відповідно до розпорядження Кабінету Міністрів України № 723-р «Про визначення адміністративних центрів та затвердження територій територіальних громад Сумської області», село увійшло до складу Сумської міської громади.
19 липня 2020 року, в результаті адміністративно-територіальної реформи та ліквідації Сумського району(1923—2020), увійшло до складу новоутвореного Сумського району.

## Населення

### Мова
Розподіл населення за рідною мовою за даними перепису 2001 року:
| Мова       | Кількість | Відсоток |
| ---------- | --------- | -------- |
| українська | 64        | 84.21%   |
| російська  | 12        | 15.79%   |
| Усього     | 76        | 100%     |